# Nazionale maschile di calcio della Costa Rica
La nazionale di calcio della Costa Rica (sp. Selección de fútbol de Costa Rica) è la rappresentativa nazionale calcistica dell'omonimo Stato centroamericano ed è posta sotto l'egida della Federación Costarricense de Fútbol.
Nel suo palmarès figurano 3 Campionati CONCACAF (1963, 1969, 1989), 8 Coppe delle Nazioni UNCAF/Coppe centroamericane (1991, 1997, 1999, 2003, 2005, 2007, 2013, 2014, record) e 7 Campionati centroamericani e caraibici (1941, 1946, 1948, 1953, 1955, 1960, 1961, record). Il miglior piazzamento della Costa Rica nella Gold Cup è il secondo posto ottenuto nel 2002. Ha inoltre partecipato, su invito, a cinque edizioni della Coppa America, dove ha raggiunto i quarti di finale nel 2001 e nel 2004.
Ha partecipato a sei fasi finali del campionato del mondo (1990, 2002, 2006, 2014, 2018, 2022). Il miglior risultato nella Coppa del mondo è il quarto di finale raggiunto nel 2014.
La Costa Rica è stata la prima nazionale al mondo ad aver vinto il titolo continentale di due confederazioni diverse, nello specifico il Campionato centroamericano e caraibico e la Gold Cup.
Nel ranking FIFA, istituito nell'agosto 1993, la Costa Rica ha occupato quale posizione più alta il 13º posto nel febbraio e nel marzo 2015, mentre il peggiore posizionamento è il 93º posto del luglio 1996. Occupa il 32º posto della graduatoria.

## Storia

### Esordi (1921-1950)
La Costa Rica fece il suo esordio il 14 settembre 1921 a Città del Guatemala in occasione dei Giochi del Centenario dell'Indipendenza. Vinse per 7-0 contro El Salvador. Nello stesso torneo raggiunse la finale e sconfisse per 6-0 il Guatemala, vincendo il suo primo trofeo.

### Anni 1950 e 1960
Negli anni 1950 e 1960 la squadra fu la seconda forza della CONCACAF dopo il Messico, terminando al secondo posto le qualificazioni a Svezia 1958, Cile 1962 e Inghilterra 1966 e vincendo ben due Campionati CONCACAF (1963 e 1969). In questo periodo le maggiori stelle della nazionale erano Ruben Jimenez, Errol Daniels, Leonel Hernández ed Édgar Marín.

### Anni 1970 e 1980
Verso la fine degli anni 1960, con l'emergere di altre nazionali quali Guatemala, Honduras, El Salvador, Haiti, Trinidad e Tobago e Canada, la Costa Rica attraversò un periodo di crisi. Negli anni 1970 la Costa Rica passò quasi inosservata, fallendo tutte le qualificazioni mondiali. Partecipò alle Olimpiadi 1980, dove perse tutti e tre i match, e alle Olimpiadi 1984, dove perse le prime due partite ma batté a sorpresa l'Italia per 1-0 con gol di Enrique Rivers.
Nel Campionato CONCACAF 1985, alla prima partecipazione al torneo dopo 14 anni di mancate qualificazioni, si piazzò terza e nel Campionato CONCACAF 1989 vinse il torneo, qualificandosi anche per il campionato del mondo 1990.

### Anni 1990

La Costa Rica che, a Italia '90, esordì nella fase finale di un mondiale

L'esperienza dei costaricani a Italia 1990 fu particolarmente positiva. In quell'occasione, guidati dall'allenatore serbo Bora Milutinović, raggiunsero sorprendentemente gli ottavi di finale, battendo Svezia e Scozia nel girone eliminatorio (concluso al secondo posto). Fu fatale la sconfitta contro la Cecoslovacchia.
La Costa Rica non riuscì a qualificarsi né per Stati Uniti 1994 né per Francia 1998. Invitata a partecipare alla Coppa America 1997, in Bolivia esordì nel torneo, nel quale chiuse all'ultimo posto il duro girone con Brasile, Messico, Colombia, andando a punti solo contro il Messico.

### Anni 2000
Ci vollero altri tre tentativi perché i Ticos facessero la loro ricomparsa nella fase finale di un mondiale, a Corea-Giappone 2002. Qui la compagine centramericana chiuse il girone con 4 punti, ma fu eliminata per la peggior differenza reti nei confronti della Turchia. Nell'ultima partita, contro il Brasile, serviva un pareggio o una sconfitta con scarto ridotto. Pur mostrando un gioco offensivo, i costaricani uscirono sconfitti per 5-2. A conferma della difficoltà del girone, il Brasile avrebbe vinto il torneo, mentre la Turchia si sarebbe classificata terza.
Nel mese di marzo 2003 i Ticos raggiunsero la posizione sino a quel momento più alta nella classifica mondiale della FIFA, il 17º posto, poi raggiunto di nuovo nel luglio, nell'agosto dello stesso anno e nel gennaio 2004.
La Costa Rica si qualificò al mondiale per la seconda volta consecutiva guadagnando l'accesso a Germania 2006, ma si trattò della peggiore prestazione della squadra ai Mondiali. Nella partita inaugurale della manifestazione fu sconfitta per 4-2 dalla Germania padrona di casa (vana fu la doppietta di Paulo Wanchope) e nella seconda giornata fu superata dall'Ecuador per 3-0. Perse anche il terzo match contro la Polonia per 2-1. I Ticos non avevano mai lasciato un Mondiale senza nessuna vittoria.

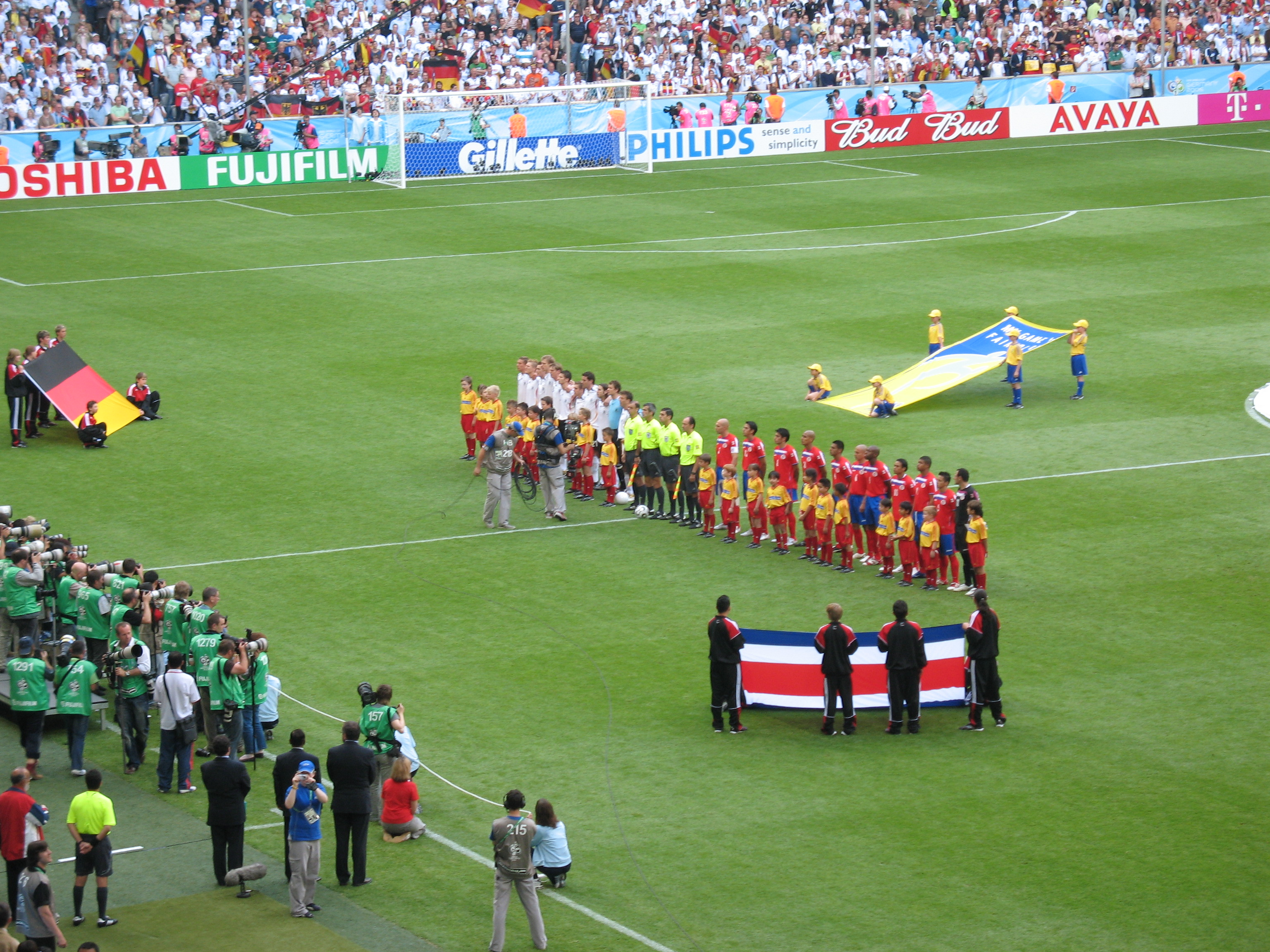
La partita -Costa Rica, match inaugurale dei mondiali 2006

La Costa Rica, che aveva chiuso in testa il girone finale della zona CONCACAF nel 2002, aveva avuto un cammino ben più tortuoso verso Germania 2006, con l'alternarsi di ben tre allenatori.
Tutto iniziò quando la doppia sfida contro Cuba, che pareva favorire i costaricani, stava quasi per condannare la squadra all'eliminazione. Le due gare si conclusero in parità, ma la Costa Rica si qualificò per aver segnato più gol fuori casa (2) rispetto a Cuba (1). Nonostante la qualificazione, il commissario tecnico americano Steve Sampson fu licenziato per il risultato quasi catastrofico.
La seconda fase, con il colombiano Jorge Luis Pinto in panchina, si rivelò difficile: il girone a quattro partì con due imbarazzanti sconfitte contro Honduras (5-2) e Guatemala (2-1). A quel punto riprese le redini della Nazionale Alexandre Guimarães, che aveva giocato per la Costa Rica nel 1990 e l'aveva guidata alla qualificazione al mondiale 2002. Con il nuovo allenatore la squadra si riprese e non perse più, vincendo tre delle ultime quattro partite e finendo il girone al primo posto. Nell'ultima partita il pareggio senza reti contro Honduras eliminò gli avversari dal girone finale. Nell'ultimo raggruppamento, a sei, la Costa Rica ottenne cinque vittorie, un pareggio e quattro sconfitte, l'ultima delle quali all'ultima giornata, con la qualificazione già matematica. La vittoria decisiva fu quella contro gli Stati Uniti, battuti per 3-0 di fronte al pubblico costaricano.

### Anni 2010
Nel novembre 2009 la Costa Rica fallì la qualificazione al mondiale in Sudafrica svoltosi l'anno successivo, perdendo lo spareggio contro l'Uruguay di Óscar Tabárez.
Quattro anni dopo invece la nazionale centramericana si qualificò per il mondiale in Brasile con una giornata d'anticipo.

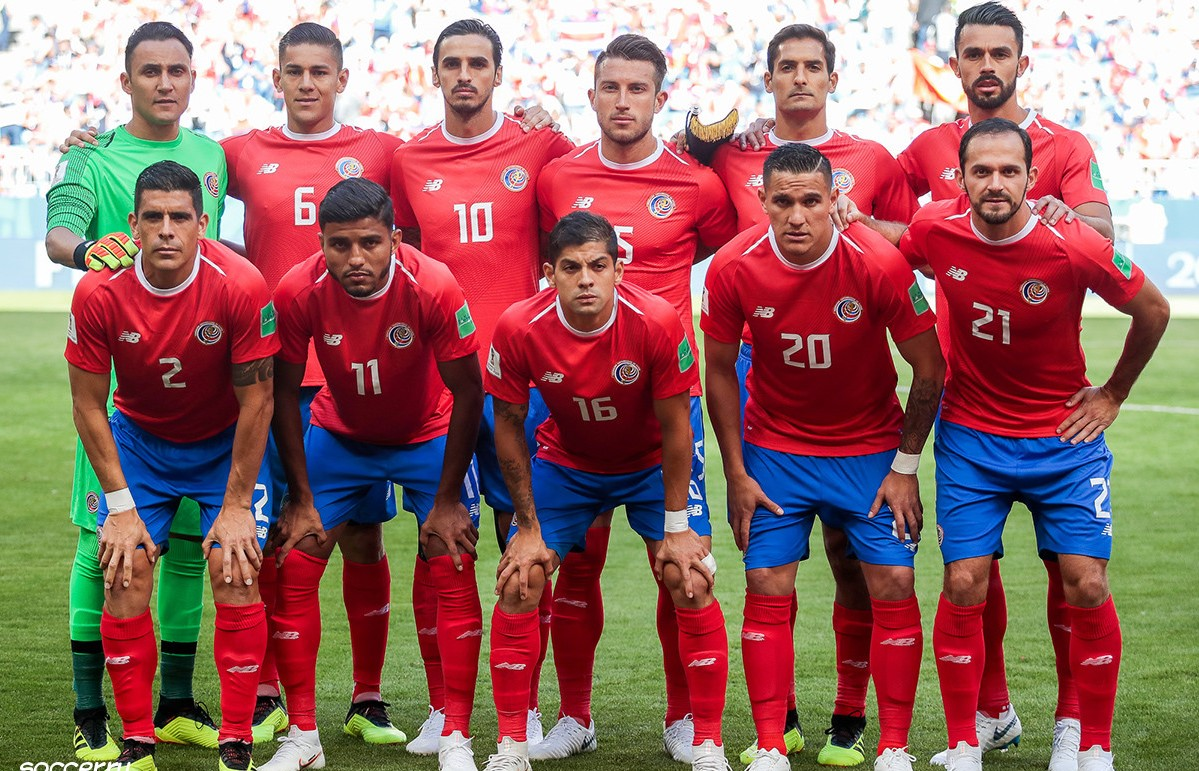
La Costa Rica scesa in campo contro la a

Sorteggiati nel girone D insieme a Inghilterra, Italia e Uruguay, i Ticos parvero nettamente sfavoriti e destinati, secondo i pronostici, a essere la "Cenerentola" del girone. Contro ogni vaticinio riuscirono a vincere la prima partita di Fortaleza contro l'Uruguay per 3-1, con reti nel secondo tempo di Campbell, Duarte ed Ureña, che risposero al vantaggio di Cavani. Pochi giorni dopo la Costa Rica si aggiudicò un'altra sorprendente vittoria contro gli azzurri a Recife, grazie ad una rete del capitano Bryan Ruiz. Nel terzo incontro la formazione centramericana pareggiò a reti bianche contro la già eliminata Inghilterra, riuscendo nell'impresa di classificarsi prima nel girone e qualificandosi così per la seconda volta nella sua storia alla seconda fase del campionato del mondo. Agli ottavi di finale batté la Grecia per 5-3 ai tiri di rigore, accedendo così per la prima volta nella sua storia ai quarti di finale, dove si arrese ai Paesi Bassi solamente ai tiri di rigore, grazie alle due parate del secondo portiere olandese Krul, subentrato a Cillessen nel minuto finale dei tempi supplementari. Fu comunque un risultato storico per i Ticos, che chiusero il mondiale da imbattuti.
Nei mesi di febbraio e marzo 2015 la Costa Rica si issò al 13º posto della classifica mondiale della FIFA, la posizione più alta mai raggiunta dai Ticos nella graduatoria.
Deludente fu la partecipazione alla Copa América Centenario, nel 2016, dove la Costa Rica fu eliminata al primo turno, classificandosi terza nel proprio raggruppamento. Al pari a reti bianche contro l'Uruguay seguì una pesante sconfitta (4-0) contro i padroni di casa degli Stati Uniti, seguita dall'inutile vittoria contro la Colombia già qualificata, utile solo per impedire ai colombiani di vincere il girone.
Si concluse in semifinale il cammino nella Gold Cup 2017, in cui i costaricani vinsero il girone grazie a due vittorie contro Honduras (1-0) e Guyana francese (3-0) inframmezzate dal pareggio (1-1) contro il Canada, per poi eliminare Panama (1-0) ai quarti e cadere contro gli Stati Uniti padroni di casa (2-0).
Ottenuta la qualificazione al campionato del mondo 2018 grazie al secondo posto nel girone finale, i costaricani si presentarono in Russia in un girone complicato con Brasile, Serbia e Svizzera. Uscirono di scena al primo turno, dopo due sconfitte contro Serbia (0-1) e Brasile (0-2). Nell'ultimo match pareggiarono per 2-2 contro gli svizzeri.
Nella Gold Cup 2019 la Costa Rica superò il girone grazie al secondo posto dietro ad Haiti, dopo aver ottenuto due vittorie (4-0 contro il Nicaragua e 2-1 contro le Bermuda) e subito una sconfitta (2-1 contro Haiti).  Ai quarti di finale fu eliminata dal Messico poi vincitore della manifestazione (5-4 ai tiri di rigore dopo l'1-1 dei tempi supplementari).

### Anni 2020
La CONCACAF Nations League 2019-2020, prima edizione della manifestazione, vide i costaricani chiudere al quarto posto: vinto il girone di prima fase (un successo e tre pareggi in quattro partite), furono sconfitti per 5-4 ai tiri di rigore sia nella semifinale contro il Messico (0-0 dopo i tempi supplementari) sia nella finale per il terzo posto contro l'Honduras (2-2 dopo i tempi supplementari).
Guadagnata la qualificazione al campionato del mondo 2022 grazie al quarto posto nel girone finale e alla vittoria per 1-0 nello spareggio interzona contro la Nuova Zelanda, nella rassegna qatariota la Costa Rica fu inserita nel girone di Spagna, Germania e Giappone. La prima giornata si risolse in una disfatta contro gli iberici, che imponendosi per 7-0 inflissero ai costaricani la peggiore sconfitta della loro storia (eguagliato il primato di Messico-Costa Rica 7-0 del 1975); i Ticos ottennero poi una vittoria di misura (1-0) contro i nipponici, ma venendo sconfitti anche dai tedeschi (2-4) all'ultima giornata furono eliminati al primo turno, a causa dell'ultimo posto nella classifica del raggruppamento.

## Palmarès
- CONCACAF Gold Cup: 3  (record UNCAF)

El Salvador 1963, Costa Rica 1969, 1989
- Coppa centroamericana: 8  (record UNCAF)

Costa Rica 1991, Guatemala 1997, Costa Rica 1999, Panama 2003, Guatemala 2005, El Salvador 2007, Costa Rica 2013, U.S.A. 2014
- Campionato centroamericano e caraibico: 7 (record CCCF e UNCAF)

Costa Rica 1941, Costa Rica 1946, Guatemala 1948, Costa Rica 1953, Honduras 1955, Cuba 1960, Costa Rica 1961

## Partecipazioni ai tornei internazionali
Legenda: Grassetto: Risultato migliore, Corsivo: Mancate partecipazioni

## Statistiche dettagliate sui tornei internazionali

### Mondiali
| Anno | Luogo                    | Piazzamento      | V | N | P | Gol  |
| ---- | ------------------------ | ---------------- | - | - | - | ---- |
| 1930 | Uruguay                  | Non partecipante | - | - | - | -    |
| 1934 | Italia                   | Non partecipante | - | - | - | -    |
| 1938 | Francia                  | Non partecipante | - | - | - | -    |
| 1950 | Brasile                  | Non partecipante | - | - | - | -    |
| 1954 | Svizzera                 | Non partecipante | - | - | - | -    |
| 1958 | Svezia                   | Non partecipante | - | - | - | -    |
| 1962 | Cile                     | Non qualificata  | - | - | - | -    |
| 1966 | Inghilterra              | Non qualificata  | - | - | - | -    |
| 1970 | Messico                  | Non qualificata  | - | - | - | -    |
| 1974 | Germania                 | Non qualificata  | - | - | - | -    |
| 1978 | Argentina                | Non qualificata  | - | - | - | -    |
| 1982 | Spagna                   | Non qualificata  | - | - | - | -    |
| 1986 | Messico                  | Non qualificata  | - | - | - | -    |
| 1990 | Italia                   | Ottavi di finale | 2 | 0 | 2 | 4:6  |
| 1994 | Stati Uniti              | Non qualificata  | - | - | - | -    |
| 1998 | Francia                  | Non qualificata  | - | - | - | -    |
| 2002 | Giappone / Corea del Sud | Primo turno      | 1 | 1 | 1 | 5:6  |
| 2006 | Germania                 | Primo turno      | 0 | 0 | 3 | 3:9  |
| 2010 | Sudafrica                | Non qualificata  | - | - | - | -    |
| 2014 | Brasile                  | Quarti di finale | 2 | 3 | 0 | 5:2  |
| 2018 | Russia                   | Primo turno      | 0 | 1 | 2 | 2:5  |
| 2022 | Qatar                    | Primo turno      | 1 | 0 | 2 | 3:11 |

## Rosa attuale
Lista dei giocatori convocati per la CONCACAF Gold Cup 2025.
Presenze e reti aggiornate al 29 giugno 2025, al termine della sfida dei quarti di finale contro gli Stati Uniti, dopo la quale sono stati eliminati dalla competizione. 
|  | P | Keylor Navas            | 15 dicembre 1986  | 120 | -134 | Newell's Old Boys |  |  |
|  | P | Patrick Sequeira        | 1º marzo 1999     | 16  | -10  | Casa Pia          |  |  |
|  | P | Alexandre Lezcano       | 26 agosto 2001    | 0   | 0    | San Carlos        |  |  |
|  |   |                         |                   |     |      |                   |  |  |
|  | D | Francisco Calvo         | 8 luglio 1992     | 110 | 14   | Hatayspor         |  |  |
|  | D | Juan Pablo Vargas       | 6 giugno 1995     | 35  | 3    | Millonarios       |  |  |
|  | D | Jeyland Mitchell        | 29 settembre 2004 | 20  | 2    | Feyenoord         |  |  |
|  | D | Joseph Mora             | 15 gennaio 1993   | 19  | 1    | Saprissa          |  |  |
|  | D | Alexis Gamboa           | 7 marzo 1999      | 8   | 0    | Alajuelense       |  |  |
|  | D | Fernán Faerrón          | 22 agosto 2000    | 8   | 0    | Herediano         |  |  |
|  | D | Kenay Myrie             | 6 settembre 2006  | 3   | 0    | Saprissa          |  |  |
|  | D | Guillermo Villalobos    | 7 giugno 2001     | 1   | 0    | Alajuelense       |  |  |
|  |   |                         |                   |     |      |                   |  |  |
|  | C | Ariel Lassiter          | 24 settembre 1994 | 31  | 2    | Portland Timbers  |  |  |
|  | C | Brandon Aguilera        | 28 giugno 2003    | 29  | 0    | Rio Ave           |  |  |
|  | C | Orlando Galo            | 11 agosto 2000    | 25  | 4    | Rīga              |  |  |
|  | C | Jefferson Brenes        | 13 aprile 1997    | 21  | 1    | Saprissa          |  |  |
|  | C | Alejandro Bran          | 5 marzo 2001      | 20  | 4    | Burton Albion     |  |  |
|  | C | Cristopher Núñez        | 8 dicembre 1997   | 13  | 0    | Cartaginés        |  |  |
|  | C | Santiago van der Putten | 25 giugno 2004    | 3   | 0    | Alajuelense       |  |  |
|  |   |                         |                   |     |      |                   |  |  |
|  | A | Alonso Martínez         | 15 ottobre 1998   | 26  | 4    | New York City     |  |  |
|  | A | Manfred Ugalde          | 25 maggio 2002    | 25  | 10   | Spartak Mosca     |  |  |
|  | A | Warren Madrigal         | 24 luglio 2004    | 24  | 6    | Valencia          |  |  |
|  | A | Josimar Alcócer         | 7 luglio 2004     | 24  | 6    | Westerlo          |  |  |
|  | A | Álvaro Zamora           | 9 marzo 2002      | 21  | 5    | Arīs Salonicco    |  |  |
|  | A | Kenneth Vargas          | 13 aprile 2002    | 17  | 2    | Hearts            |  |  |
|  | A | Carlos Mora             | 10 marzo 2001     | 15  | 0    | U Craiova         |  |  |
|  | A | Andy Rojas              | 5 dicembre 2005   | 13  | 1    | Herediano         |  |  |

## Record giocatori
Statistiche aggiornate al 29 giugno 2025.
- In grassetto i giocatori ancora attivi in nazionale.

### Classifica presenze
| Posizione | Giocatore       | Presenze | Reti | Periodo   |
| --------- | --------------- | -------- | ---- | --------- |
| 1         | Celso Borges    | 163      | 27   | 2008-2023 |
| 2         | Bryan Ruiz      | 147      | 29   | 2005-2022 |
| 3         | Joel Campbell   | 148      | 27   | 2011-     |
| 4         | Walter Centeno  | 137      | 24   | 1995-2009 |
| 5         | Luis Marin      | 128      | 5    | 1993-2009 |
| 6         | Keylor Navas    | 120      | 0    | 2008-     |
| 7         | Rolando Fonseca | 113      | 47   | 1992-2011 |
| 8         | Alvaro Saborio  | 112      | 35   | 2002-2021 |
| 9         | Mauricio Solís  | 110      | 6    | 1993-2006 |
| 9         | Francisco Calvo | 110      | 13   | 2011-     |

### Classifica reti
| Posizione | Giocatore          | Reti | Presenze | Periodo   |
| --------- | ------------------ | ---- | -------- | --------- |
| 1         | Rolando Fonseca    | 47   | 113      | 1992-2011 |
| 2         | Paulo Wanchope     | 45   | 73       | 1996-2008 |
| 3         | Alvaro Saborio     | 35   | 112      | 2002-2021 |
| 4         | Bryan Ruiz         | 29   | 147      | 2005-2022 |
| 5         | Juan Ulloa         | 27   | 27       | 1955-1970 |
| 5         | Celso Borges       | 27   | 163      | 2008-2023 |
| 5         | Joel Campbell      | 27   | 148      | 2011-     |
| 8         | Ronald Gómez       | 24   | 91       | 1993-2008 |
| 8         | Walter Centeno     | 24   | 137      | 1995-2009 |
| 10        | Jorge Hernán Monge | 23   | 27       | 1955-1961 |

## Tutte le rose

### Mondiali
Coppa del Mondo FIFA 19901 Conejo, 2 Quesada, 3 Flores, 4 González, 5 Obando, 6 Chaves, 7 Medford, 8 Chavarría, 9 Guimarães, 10 Ramírez, 11 C. Jara, 12 Gómez, 13 Davis, 14 Cayasso, 15 Marín, 16 Jaikel, 17 Myers, 18 G. Jara, 19 Marchena, 20 Montero, 21 Barrantes, 22 Segura, CT: Milutinović
Coppa del Mondo FIFA 20021 Lonnis, 2 Drummond, 3 Marín, 4 Wright, 5 Martínez, 6 López, 7 Fonseca, 8 Solís, 9 Wanchope, 10 Centeno, 11 Gómez, 12 Parks, 13 Vallejos, 14 Rodríguez, 15 Wallace, 16 Bryce, 17 Medford, 18 Mesén, 19 Cordero, 20 Sunsing, 21 Chinchilla, 22 Castro, 23 Morgan, CT: Guimarães
Coppa del Mondo FIFA 20061 Mesén, 2 Drummond, 3 Marín, 4 Umaña, 5 Martínez, 6 Fonseca, 7 Bolaños, 8 Solís, 9 Wanchope, 10 Centeno, 11 Gómez, 12 González, 13 Bernard, 14 Azofeifa, 15 Wallace, 16 Hernández, 17 Badilla, 18 Porras, 19 Saborío, 20 Sequeira, 21 Núñez, 22 Rodríguez, 23 Alfaro, CT: Guimarães
Coppa del Mondo FIFA 20141 Navas, 2 Acosta, 3 González, 4 Umaña, 5 Borges, 6 Duarte, 7 Bolaños, 8 Mora, 9 Campbell, 10 Ruiz, 11 Barrantes, 12 Francis, 13 Granados, 14 Brenes, 15 Díaz, 16 Gamboa, 17 Tejeda, 18 Pemberton, 19 Miller, 20 Calvo, 21 Ureña, 22 Cubero, 23 Cambronero, CT: Pinto
Coppa del Mondo FIFA 20181 Navas, 2 Acosta, 3 González, 4 Smith, 5 Borges, 6 Duarte, 7 Bolaños, 8 Oviedo, 9 Colindres, 10 Ruiz, 11 Venegas, 12 Campbell, 13 Wallace, 14 Azofeifa, 15 Calvo, 16 Gamboa, 17 Tejeda, 18 Pemberton, 19 Waston, 20 Guzmán, 21 Ureña, 22 Gutiérrez, 23 Moreira, CT: Ramírez
Coppa del Mondo FIFA 20221 Navas, 2 Chacón, 3 Vargas, 4 Fuller, 5 Borges, 6 Duarte, 7 Contreras, 8 Oviedo, 9 Bennette, 10 Ruiz, 11 Venegas, 12 Campbell, 13 Torres, 14 Salas, 15 Calvo, 16 Martínez, 17 Tejeda, 18 Alvarado, 19 Waston, 20 Aguilera, 21 López, 22 Matarrita, 23 Sequeira, 24 Wilson, 25 Hernández, 26 Zamora, CT: Suárez

### Gold Cup
CONCACAF Gold Cup 19911 Conejo, 2 Quesada, 3 R. Flores, 4 González, 5 R. Gómez, 6 Marchena, 7 Jara, 8 Velásquez, 9 Medford, 10 Ramírez, 11 L. Flores, 12 Berry, 13 Chacón, 14 N. Gómez, 15 Salazar, 16 Guthrie, 17 Arguedas, 20 Montero, CT: Villalobos
CONCACAF Gold Cup 19931 Lonnis, 2 Parks, 3 Marín, 4 Mata, 5 Solano, 6 Delgado, 7 M. Myers, 8 Morera, 9 R. Myers, 10 Cayasso, 11 Castro, 12 Murillo, 13 Rojas, 14 Guthrie, 15 Salazar, 16 Peynado, 17 Gómez, 18 Rodriguez, 19 Patterson, CT: MacDonald
CONCACAF Gold Cup 19981 Lonnis, 2 Wallace, 3 Marín, 4 Madrigal, 5 Arnáez, 6 López, 7 Oviedo, 8 Guillén, 9 Wanchope, 10 Myers, 11 Bennett, 13 Morales, 14 Guthrie, 15 Drummond, 16 Mullins, 18 Berry, 19 Wright, 20 González, CT: Villalobos
CONCACAF Gold Cup 20001 Barrantes, 2 Delgado, 3 Cordero, 4 Wright, 5 Campos, 6 López, 7 Sunsing, 8 Centeno, 9 Wanchope, 10 Soto, 11 Berry, 12 Chinchilla, 13 Alfaro, 14 Arnáez, 15 Wallace, 16 Gómez, 17 Medford, 18 Mesén, 22 Bryce, CT: Rodríguez
CONCACAF Gold Cup 20021 Lonnis, 2 Drummond, 3 Marín, 4 Sánchez, 5 Martínez, 6 López, 7 Fonseca, 8 Solís, 9 Wanchope, 10 Centeno, 11 Gómez, 12 Rojas, 13 Jara, 14 Berry, 15 Wallace, 16 Bryce, 17 Medford, 18 Mesén, 20 Sunsing, 21 Parks, 22 Castro, CT: Guimarães
CONCACAF Gold Cup 20031 Mesén, 3 Marín, 4 Castro, 5 Martínez, 6 López, 7 Fonseca, 8 Solís, 10 Centeno, 12 L. González, 13 Vallejos, 14 Scott, 16 Bennett, 17 Bryce, 19 Wright, 20 Chinchilla, 21 Parks, 22 Castro, 23 R. González, CT: Sampson
CONCACAF Gold Cup 20051 Mesén, 3 Miller, 4 Umaña, 5 Badilla, 6 Fonseca, 7 Rojas, 8 López, 9 Ruiz, 10 Soto, 11 Bolaños, 12 Díaz, 13 Cordero, 14 Segura, 15 Wallace, 17 Bryce, 18 Porras, 19 Wright, 20 Sequeira, 21 Brenes, 23 Grant, CT: Guimarães
CONCACAF Gold Cup 20071 Alfaro, 2 Drummond, 3 Cordero, 4 Umaña, 5 Fernández, 6 Núñez, 7 Fonseca, 8 Rodríguez, 9 Solís, 10 Centeno, 11 Barrantes, 12 González, 13 Alemán, 14 Azofeifa, 15 Wallace, 16 Bolaños, 17 Badilla, 18 Porras, 19 Saborío, 20 Chinchilla, 21 Gabriel, 22 Camacho, 23 Lewis, CT: Medford
CONCACAF Gold Cup 20091 Navas, 2 Delgado, 3 Fernández, 4 Salazar, 5 Borges, 6 Oviedo, 7 Brenes, 8 E. Granados, 9 Saborío, 10 Centeno, 11 Herron, 12 L. González, 13 Segares, 14 Alonso, 15 Wallace, 16 Sirias, 17 Herrera, 18 R. González, 19 W. Granados, 20 Marshall, 21 Ledezma, 22 Arias, 23 Cambronero, CT: Kenton
CONCACAF Gold Cup 20111 Navas, 2 Calvo, 3 Acosta, 4 Salvatierra, 5 Borges, 6 Mora, 7 Bolaños, 8 Guzmán, 9 Saborío, 10 Ruiz, 11 Madrigal, 12 Campbell, 14 Oviedo, 15 Díaz, 16 Ureña, 17 Martínez, 18 Grant, 19 Duarte, 20 Marshall, 21 Brenes, 22 Cubero, 23 Moreira, 24 Guevara, CT: La Volpe
CONCACAF Gold Cup 20131 Moreira, 2 Waston, 3 González, 4 Umaña, 5 Borges, 6 Madrigal, 7 Castillo, 8 Cunningham, 9 Saborío, 10 O. Rodríguez, 11 Barrantes, 12 Ruiz, 13 A. Rodríguez, 14 Meneses, 15 Díaz, 16 Johnson, 17 Tejeda, 18 Pemberton, 19 Miller, 20 Wallace, 21 Granados, 22 Arrieta, 23 Torres, CT: Pinto
CONCACAF Gold Cup 20151 Carvajal, 2 Calvo, 3 González, 4 Umaña, 5 Borges, 6 Brown, 7 Aguilar, 8 Myrie, 9 Saborío, 10 Ruiz, 11 McDonald, 12 Campbell, 13 Angulo, 14 Vega, 15 Díaz, 16 Gamboa, 17 Venegas, 18 Pemberton, 19 Miller, 20 Guzmán, 21 Ramírez, 22 Cubero, 23 Alvarado, CT: Wanchope
CONCACAF Gold Cup 20171 Moreira, 2 Acosta, 3 González, 4 Umaña, 5 Gutiérrez, 6 Salvatierra, 7 D. Ramírez, 8 Oviedo, 9 Rodríguez, 10 Ruiz, 11 Venegas, 12 Campbell, 13 Wallace, 14 Azofeifa, 15 Calvo, 16 Gamboa, 17 Tejeda, 18 Pemberton, 19 Segura, 20 Guzmán, 21 Ureña, 22 Vargas, 23 Carvajal, 24 Waston, 25 Leitón, 26 Ordain, 27 Marín, CT: O. Ramírez
CONCACAF Gold Cup 20191 Segura, 2 Leal, 3 González, 4 Fuller, 5 Borges, 6 Duarte, 7 Bolaños, 8 Oviedo, 9 Saborío, 10 Ruiz, 11 George, 12 Campbell, 13 Cruz, 14 McDonald, 15 Calvo, 16 Gamboa, 17 Tejeda, 18 Madrigal, 19 Waston, 20 Aguilar, 21 Marín, 22 Matarrita, 23 Moreira, CT: Matosas
CONCACAF Gold Cup 20211 Alvarado, 2 López, 3 González, 4 Fuller, 5 Borges, 6 Duarte, 7 Venegas, 8 Oviedo, 9 Rodríguez, 10 Ruiz, 11 Lassiter, 12 Campbell, 13 Cruz, 14 Marín, 15 Calvo, 16 Martínez, 17 Tejeda, 18 Sequeira, 19 Waston, 20 Guzmán, 21 Ortiz, 22 Matarrita, 23 Moreira, CT: Suárez
CONCACAF Gold Cup 20231 Delgado, 2 Martínez, 3 J. Vargas, 4 Fuller, 5 Borges, 6 Arboine, 7 Contreras, 8 Alcócer, 9 Campos, 10 Núñez, 11 A. Suárez, 12 Campbell, 13 Zúñiga, 14 Peña, 15 Calvo, 16 Madrigal, 17 Mora, 18 Chamorro, 19 Waston, 20 Azofeifa, 21 Wilson, 22 Valverde, 23 Lezcano, 24 Tejeda, 25 K. Vargas, CT: Suárez
CONCACAF Gold Cup 20251 Navas, 2 van der Putten, 3 Mitchell, 4 J. Vargas, 5 Faerrón, 6 Gamboa, 7 Rojas, 8 J. Mora, 9 Ugalde, 10 Aguilera, 11 Lassiter, 12 Martínez, 13 Brenes, 14 Galo, 15 Calvo, 16 Bran, 17 Madrigal, 18 Lezcano, 19 Vargas, 20 Méndez, 21 Zamora, 22 C. Mora, 23 Sequeira, 24 Villalobos Alfaro, 25 Núñez, 26 Myrie, CT: Herrera

### Copa América
Copa América 19971 Lonnis, 2 Wallace, 3 Marín, 4 González, 5 Guillén, 6 López, 7 Oviedo, 8 Solís, 9 Myers, 10 Fonseca, 11 Soto, 12 Ramírez, 13 Delgado, 14 Alfaro, 15 Centeno, 16 Gómez, 17 Medford, 18 Berry, 19 Wright, 20 Jara, 22 Barrantes, CT: Cordero
Copa América 20011 Lonnis, 2 Drummond, 3 Marín, 5 Martínez, 6 López, 7 Fonseca, 8 Solís, 9 Wanchope, 10 Centeno, 11 Gómez, 12 Arias, 14 Berry, 15 Wallace, 16 Bryce, 17 Medford, 18 Morgan, 19 Cordero, 20 Sunsing, 21 Parks, 22 Castro, 23 González, CT: Guimarães
Copa América 20041 Bolívar, 2 Umaña, 3 Marín, 4 Castro, 5 Wilson, 6 Oviedo, 7 Solís, 8 Fonseca, 9 Saborío, 10 Centeno, 11 Gómez, 12 L. González, 13 Hernández, 14 Badilla, 15 Díaz, 16 Bennett, 17 Bryce, 18 Porras, 19 Wright, 20 Sequeira, 21 Herron, 22 González, CT: Pinto
Copa América 20111 Álvarez, 2 Calvo, 3 Acosta, 4 Salvatierra, 5 Valle, 6 Mora, 7 Guevara, 8 Guzmán, 9 Castro, 10 Brenes, 11 Madrigal, 12 Campbell, 13 Carvajal, 14 Arauz, 15 Gatgens, 16 Fajardo, 17 Martínez, 18 Moreira, 19 Duarte, 20 Leal, 21 Elizondo, 22 Cubero, CT: La Volpe
Copa América Centenario1 Carvajal, 2 Acosta, 3 Calvo, 4 Umaña, 5 Borges, 6 Duarte, 7 Bolaños, 8 Oviedo, 9 Saborío, 10 Ruiz, 11 Venegas, 12 Campbell, 13 Granados, 14 Azofeifa, 15 Salvatierra, 16 Gamboa, 17 Tejeda, 18 Pemberton, 19 Waston, 20 Woodly, 21 Ureña, 22 Matarrita, 23 Moreira, CT: Ramírez
Copa América 20241 Chamorro, 2 Taylor, 3 Mitchell, 4 J. Vargas, 5 Faerrón, 6 Cascante, 7 Contreras, 8 Mora, 9 Ugalde, 10 Aguilera, 11 Lassiter, 12 Campbell, 13 Brenes, 14 Galo, 15 Calvo, 16 Madrigal, 17 Mora, 18 Cruz, 19 K. Vargas, 20 Alcócer, 21 Zamora, 22 Quirós, 23 P. Sequeira, 24 Rojas, 25 Molina, 26 D. Sequeira, CT: Alfaro

### Giochi olimpici
NOTA: per le informazioni sulle rose successive al 1948 visionare la pagina della Nazionale olimpica.